# Международный центр теоретической физики
Международный центр теоретической физики имени Абдуса Салама (Abdus Salam International Centre for Theoretical Physics (ICTP)) — физический исследовательский институт, расположенный в местечке Мирамаре, в 10 км от Триеста (Италия).
Основан в 1964 году Нобелевским лауреатом Абдусом Саламом. Действует под эгидой ЮНЕСКО и МАГАТЭ. Одна из главных задач — содействие развитию науки в развивающихся странах.
Вручает ряд наград, в число которых входит Медаль Дирака.